# توماس جيفرسون كووي
توماس جيفرسون كووي (بالإنجليزية: Thomas Jefferson Cowie)‏ هو ضابط أمريكي، ولد في 15 فبراير 1857 في مونتيزوما في الولايات المتحدة، وتوفي في 16 يوليو 1936 في واشنطن العاصمة في الولايات المتحدة.